# Pačlavice
Pačlavice település Csehországban, Kroměříži járásban. Pačlavice Morkovice-Slížany, Koválovice-Osíčany, Nítkovice, Prasklice, Švábenice és Dětkovice településekkel határos. Lakosainak száma 864 fő (2024. január 1.).

## Népesség
A település lakosságának változását az alábbi diagram mutatja:
| Lakosok száma | 1435 | 1633 | 1713 | 1344 | 1132 | 878  | 845  | 878  | 866  | 864  |
|               | 1869 | 1890 | 1921 | 1950 | 1980 | 2001 | 2017 | 2019 | 2022 | 2024 |